# Jan Kanty Podhorodeński
Jan Kanty Podhorodeński herbu Korczak (ur. 16 października 1741 w Włodzimierzu, zm. 4 października 1832 w Dereczynie) – polski duchowny rzymskokatolicki, biskup pomocniczy łucko-żytomierski, członek honorowy Towarzystwa Naukowego Krakowskiego.

## Życiorys
Jego ojcem był kasztelanem czernihowski Józef Ludwik Władysław Podhorodeński, a bratem gen. Józef Bożydar Podhorodeński. W 1758 przyjął niższe święcenia. Kształcił się w Akademii Zamojskiej, gdzie następnie był wykładowcą. W 1762 został kustoszem kapituły łuckiej i wyjechał na studia do Rzymu, gdzie 17 marca 1764 otrzymał święcenia diakonatu, a 14 września 1764 prezbiteriatu. W 1767 uzyskał tytuł doktora obojga praw i filozofii oraz został proboszczem parafii św. Antoniego Padewskiego w Zbarażu.
W latach 1780–1826 oficjał generalny, a od 1791 wikariusz generalny diecezji. Prepozyt kapituły katedralnej.
20 sierpnia 1804 papież Pius VII prekonizował go biskupem pomocniczym łucko-żytomierskim i biskupem in partibus infidelium polemońskim. Brak informacji od kogo i kiedy przyjął sakrę biskupią.
Zmarł 4 października 1832. Pochowany w Łucku.